# آیت‌هایزن
آیت‌هایزن (به هلندی: Uithuizen) یک منطقهٔ مسکونی در هلند است که در ایمس‌موند واقع شده‌است. آیت‌هایزن ۵٬۱۴۰ نفر جمعیت دارد.

## نگارخانه

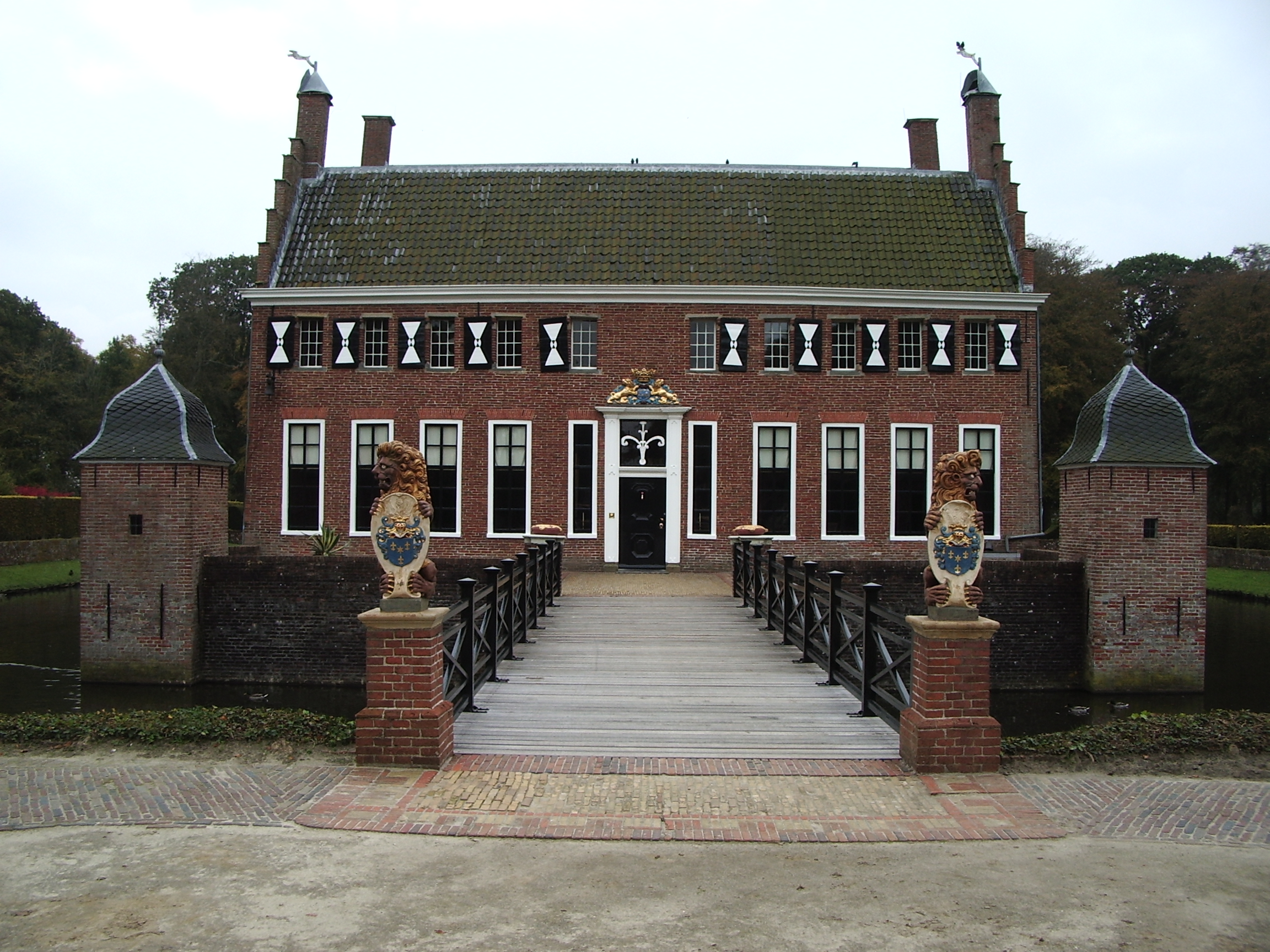
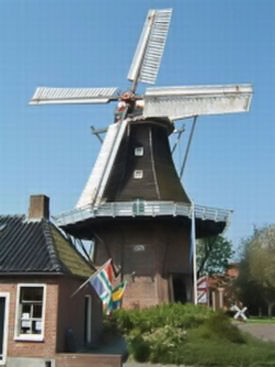